# Kirjú Kazuma
Kirjú Kazuma (桐生一馬; Hepburn: Kiryū Kazuma) kitalált szereplő, a Sega 2005-ben bemutatott Yakuza akció-kaland szerepjáték sorozatának első számú főszereplője. Kirjú jakuza, aki legjobb barátja megvédése érdekében magára vállalja főnökének meggyilkolását, ami miatt kiutasítják a klánból és tíz évre börtönbe kerül. A börtönből való távozása után ráeszmél, hogy a bűnvilág megváltozott és szembe kell szállnia az életében megjelenő új fenyegetésekkel. Kirjú a következő Yakuza-játékok főszereplője is, melyekben bemutatják, hogy hogyan próbálja meg segíteni egykori családját. Japán szinkronhangját Kuroda Takaja, míg az első játékban az angolt Darryl Kurylo kölcsönzi.
Kirjút úgy tervezték, hogy a szélesebb közönségnek szimpatikus legyen, mivel ő volt az első három játék egyetlen játszható szereplője. Kirjú karakterének kritikai fogadtatása pozitív volt, egyesek a PlayStation márka egyik kabalaszereplőjének tekintik. Számos cikkíró pozitívumként emelte ki, hogy ugyan Kirjú foglalkozása jakuza, azonban ennek ellenére a kedvességével és a történet folyamán kibontakozó jellemfejlődésével mégis ki tud emelkedni. Ezzel szemben egyesek tipikus, átlagos játékhősként tekintenek rá.

## Szereplései

### Fősorozat

#### Fiatalkora
Kirjú 1968. június 17-én született Jokohamában. Szüleit fiatalon elvesztette, a Tódzsó-jakuzaklánhoz közel álló Kazama Sintaró által irányított nahai Napraforgó Árvaházban nevelkedett, ahol megismerkedett Nisikijama Akirával – akivel az évek folyamán a legjobb barátok lettek – és húgával Jukóval, illetve Szavamura Jumival. Amikor Kirjú és Nisikijama elvégezte a középiskola alsó tagozatát Kazama segítségével bekerültek a Dódzsima-családba, a Tódzsó-klán legerősebb alcsoportjába.

#### Yakuza 0
Kirjú 1988 decemberében, 20 évesen a Dódzsima-család adósságbehajtójaként dolgozik, miközben Kazama Sintaró a börtönbüntetését tölti. Kirjút egy nap sürgősen behívatják az irodába, ahol három felettese tudatja vele, hogy az egyik férfi, akitől nemrég pénzt szedett be belehalt a sérüléseibe. Az egyik elmondja Kirjúnak, hogy a férfi egy nagyon fontos telken vesztette életet, hiszen az Kamuro-csó rendkívül sűrű belvárosában hirtelen lakatlanná vált területről van szó, Kazama pedig mindenáron olcsón fel akarta vásárolni, hogy később jóval nagyobb összegért adjon tovább rajta. Dózsimai Szóhei megígéri a három magas rangú beosztottjának, hogy amelyikük megszerzi a területet az megkapja Kazama rangját. A birtok fölött hatalmi harc alakul ki, mivel az ország összes bűnszervezete a magáénak akarja tudni azt. Kirjúnak a hatalmi harc mögött rejlő igazság, illetve saját ártatlansága és biztonsága biztosítása érdekében ki kell vizsgálnia az esetet.

#### Yakuza
A 27 éves Kirjú 1995-ben, az első játék történetének kezdetén saját alcsoportot akar létrehozni a klánban, amíg magára nem vállalja főnöke, Dódzsima Szóhei megölését, hogy megvédje legjobb barátját Nisikijama Akirát, majd tíz évre börtönbe kerül. Kirjú 2005. decemberi szabadulása után visszatér szülővárásába, Kamuro-csóba, azonban apagyilkossága miatt az egész jakuzaközösség halálra jelölte. Kirjú ezután megtudja, hogy 10 milliárd jent loptak el a Tódzsó-klán tulajdonából. Nem sokkal ezután megismerkedik egy Haruka nevű kislánnyal, akit látszólag az ország összes bűnözőcsoportja el akar fogni. Kirjú Date Makoto detektív segítségével megtudja a pénz mögötti igazságot. Miután rátalál gyermekkori szerelmére és Haruka édesanyjára, Szavamura Jumira Dzsingu Kjóheivel, Haruka apjával és a pénz valódi tulajdonosával találja szembe magát. Kirjú Dzsingu leverése után találkozik régi barátjával, Nisikijamával. Harcba elegyednek, amiből Kirjú jön ki győztesen. Dzsingu megpróbálja lelőni Kirjút, azonban Szavamura életét feláldozva a lövedék útjába áll. Nisikijama ezután leszúrja Dzsingut, azonban magát megölve a bombát is felrobbantja. Miután Szavamura Kirjú karjaiban meghal, Kirjú úgy dönt, hogy Harukával új, becsületes életet kezd.

#### Yakuza 2
A Yakuza 2-ben a Tódzsó-klán ötödik elnökét, Terada Jukiót meggyilkolják, Kirjú pedig azt akarja, hogy Dódzsima Szóhei fia, Daigo kapja meg a klán vezetését, aki megakadályozná a közelgő, jakuzacsaládok közötti háborút. Miközben Daigo és Góda Dzsin, az Ómik vezére békemegállapodást akar kicsikarni a Tódzsók és az Ómik között, Góda Rjúdzsi, Dzsin adoptált fia elrabolja őket. Rjúdzsi a dél-koreai Csingvon maffián keresztül megpróbálja elpusztítani Kamuro-csót és Kirjút, hogy ő legyen Japán egyetlen „sárkánya”. Kirjút Szajama Kaoru női detektív védőőrizetébe helyezik, aki Kirjút kihasználva a múltjának megismerésének reményében közelebb kerül a Tódzsókhoz. Végül Kirjú és Rjúdzsi a Kamuro-csó-hegyek tetején küzdenek meg egymással. A harcból Kirjú jön ki győztesen, azonban megjelenik Terada Jukio, aki elárulja, hogy a bandaháború reményében eljátszotta a saját halálát, valamint, hogy valójában ő az egyetlen Csingvon-túlélő. Kirjú Teradát is legyőzi, aki azonban elkezd könyörögni Kirjúnak, hogy bízzon meg benne. Góda Dzsin, Takasima és Terada halála után Kirjú és Rjúdzsi végső leszámolásba kezdenek, amit Kirjú nyer meg. Terada működésbe léptet egy bombát, azonban abból titokban eltávolították a gyutacsot, ami így nem robban fel, megmentve ezzel Kirjú és Szajama életét.

#### Yakuza 3
A Yakuza 3 cselekménye alatt Kirjú Kamuro-csóból Okinavába költözik, ahol a Napfény Árvaházát működteti. Itt kilenc gyermeket – köztük Szavamura Harukát – nevel. Később összetűzésbe keveredik a kormánnyal, mivel az árvaház egy tervezett üdülőhely helyén áll.

#### Yakuza 4
A Yakuza 4 során Kirjú továbbra is az árvaházat működteti, azonban újra belekeveredik a kamuro-csói eseményekbe, amikor egy nap rátalál Szaedzsima Taiga partra mosott testére. Szaedzsima elmondja Kirjúnak, hogy egy Hamazaki nevű férfi irányította hozzá. Nem sokkal Szaedzsima távozása után Hamazakit is a parta mossa a víz. Hamazaki miután találkozik Szaedzsima Jaszukóval előreküldi a két férfit Kamuro-csóba. Itt Kirjú a New Serena nevű bárban hagyja Jaszukót, azonban miután szemtanúja lesz annak, ahogy Madzsima Górót letartóztatják és elhurcolják a Millennium toronytól visszatér a bárba, de már nem találja itt Jaszukót. Kirjú a nő után szalad a csatornába, ahol Tanimura Maszajosi és Akijama Sun az Ueno Szeiva-klán tagjának nézik őt és rátámadnak. Miután Kirjú leveri őket Jaszuko után ered a tetőre, ahol megtalálja őt és a Kacuragi Iszao által megkötözött Szaedzsimát. A következő képsorokban meglövik Jaszukót, aki azonban halála előtt még megöli Kacuragit. Kirjú később megküzd Dódzsima Daigóval a Millennium torony tetején.

#### Yakuza 5
A Yakuza 5-ben Kirjú otthagyta az árvaházat és Fukokában Szuzuki Taicsi (鈴木太一) álnéven taxisofőrnek áll.

### Spin-offok és egyéb szereplések
Kirjú a Yakuza: Dead Souls című zombis spin-off rész alatt visszatér Kamuro-csóba, mivel egy titokzatos férfi elrabolta Harukát. Kirjút a Rjú ga gotoku: Dzsósó és a Rjú ga gotoku filmadaptációkban Funaki Maszakacu és Kitamura Kazuki alakítja, míg a Yakuza-színdarabban Takigava Eidzsi.
Kirjú a Yakuza sorozaton kívül egy megnyitható kód segítségével vendégszereplőként megjelenik a Binary Domain, illetve letölthető szereplő képében az Minna no Golf 6 című videójátékokban is. Kirjú ezek mellett a Taiko no tacudzsin Portable Plusban háttértáncosként, míg a Samurai & Dragonsban egy kártya képében is megjelenik. A Sega Kirjúval mutatta be a Power Smash 4 PlayStation Vita-verziójának szereplőkészítő mechanizmusát. Kirjú Madzsimával karöltve a Project X Zone 2-ben is játszható.

## Megalkotása és fejlődése
Eredetileg gondok akadtak azzal kapcsolatban, hogy Kirjú magas pozíciója és fiatal kora mennyire reális. Szeisu Haszei író azt mondta a fejlesztőcsapatnak, hogy Kirjú pozíciója a korához képest túl magas, így felülvizsgálták Kirjú életkorát. Kirjú körülírása során a csapat a pozícióját a gyakran mások segítségére siető nemes szamuráj-típusba sorolta be. Nagosi Tosihiro Sega-producer szerint a sárkányok körül erős kép alakult ki, és mint ahogy azt sorozat japán címe – Rjú ga gotoku (龍が如く, ’Mint a sárkány’) – is sugallja, amikor a játékosok belekóstolhatnak abba, akkor átérzik a főszereplő erejét és férfiasságát. Amikor a Rjú ga gotoku kenzan! című spin-off megjelent megjegyezte, hogy Kirjú Kazuma története még befejezésre vár. Ennek eredményeként próbált meg Kirjú és Haruka „emberibb” életet élni a Yakuza 3 cselekménye alatt.
A játékok fejlesztése során a csapatnak határozott elképzelése volt Kirjú személyiségéről. Kifejezetten összpontosítottak arra, hogy a szereplő vonzó legyen a közönség számára, hiszen ő volt az egyetlen játszható szereplő. A Yakuza 4-re Kirjú már „elpusztíthatatlannak” tűnt a fejlesztőcsapat számára, aminek eredményeként ő lett a játék legkésőbb megnyíló játszható szereplője, míg az előtte lévő három szereplő eltérő jellemvonásaiknak hála emelkedhettek ki. A játékok nyugati piacra történő lokalizálása során Kirjút gyakran a keresztnevén szólították, azonban a Yakuza 4-re Nogucsi Jaszuhiro leggyakrabban Kirjúként kezdte szólíttatni, hogy jobban beilleszkedjen a többi főszereplőhöz, akiket szintén a családnevükön szólítanak.

## Fogadtatás
Kirjú karakterének kritikai fogadtatása általánosságban pozitív volt. Juan Castro az IGN weblap hasábjain megnyerő szereplőnek nyilvánította őt, kiemelve az erőszakos jellemvonásait és a kedvességét is. Azt is megjegyezte, hogy ugyan Kirjú „igazi keménylegény”, a kedvességének köszönhetően mégis kiemelkedik. Ugyanazon weboldalon a hírhedt anti-hősök közé sorolták be, mivel „a jó és a rossz vékony határvonalán sétál.” A Cheat Code Central is hasonló megjegyzéseket tett, megjegyezve, hogy a szereplő a foglalkozása ellenére annyira kedves, hogy az első játék kezdetén magára vállalja Dódzsima halálát, ami miatt kiutasítják a családjából. A Eurogamer is hasonlóan vélekedett, megjegyezve, hogy „Kazuma a sok erőszak ellenére kellemes megjelenésű pasas, akit a barátai iránt táplált szeretete miatt kiutasítanak.” Wesley Yin-Poole a VideoGamer.comnak írt cikkében is hasonló véleményen volt, hozzáfűzve, hogy „Kazuma nem idegenkedik az alkalomadtán megjelenő humanitárius munkától sem – igazából csak egy nagy [szentimentális] mamlasz.” Kirjút a Newtype az egész sorozat alatt tett bizonyos cselekedetei miatt szórakoztatónak találta. Amikor Sam Marchello az RPGamernek cikket írt a Yakuza 3-ról kiemelte a szereplő jellemfejlődését, a jakuzákkal való életét az árvákéhoz hasonlította. Greg Miller az IGN-nek írt elemzésében kiemelte, hogy a fejlesztők a Yakuza 3-ban, hogy akarták elérni, hogy a játékos a szereplő motivációja révén kötődjön Kirjúhoz, ami miatt számos átvezető jelenetet és minijátékot vegyes érzelmekkel fogadott. Anthony John Agnello a GamesRadartól dicsérte Kirjú kezdeti megjelenése mellett és személyiségét.
Greg Kasavin a GameSpottól már jóval kritikusabb véleménnyel volt, ugyan Kirjú gyakran káromkodik, azonban „ő egy prototipikus hős, aki a prototipikus gazfickók ellen küzd.” A 1UP.com „kemény bűnözőnek” nevezte és emberekfeletti képességei miatt olyan szereplőkhöz hasonlította, mint Niko Bellic és Alex Mercer. Azt is megjegyezték, hogy egyes képességei „nevetségesek”. Midorijama egykori középfőnök jakuza a harmadik játék értékelése során megjegyezte, hogy „Kirjú olyan, mint amilyen a jakuza egykoron volt. Tisztán tartottuk az utcákat. Az emberek kedveltek minket. Nem zaklattuk az átlagpolgárokat. Tiszteltük a főnökeinket. Mostanra az ilyen fickók csak a videójátékokban léteznek.” A Famicú egyik 2010-es szavazásában Kirjút a tizenegyedik legjobb videójáték-szereplőnek választották meg. Mivel a Yakuza sorozat régóta PlayStation-exkluzív, ezért Kirjú Kazumát gyakran a PlayStation egyik kabalaszereplőjének tekintik.
Kirjút a Kai Razor férfi borotvagyártó-cég népszerűsítésére is felhasználták a Yakuza: Dead Soulsban. A Sega egy versenyt szponzorált, melynek győztese, Fari Salievski Kirjú 9000 dolláros tetoválását nyerte meg. A tetoválás hat hónap alatt készült el. Salivevski megjegyezte, hogy „Nos, a becenevem ezentúl „a Sárkány”… Amikor Tájföldön voltam megállítottak az emberek, hogy fotókat készítsenek, míg mások a nagy felhajtás miatt jöttek oda, azt gondolva, hogy valami híresség vagyok. Nem tudtam abbahagyni a nevetést! A Facebook-oldalamon is sok megjegyzést kapok.”

## Fordítás
- Ez a szócikk részben vagy egészben  a   Kazuma Kiryu című angol Wikipédia-szócikk ezen változatának fordításán alapul.  Az eredeti cikk szerkesztőit annak laptörténete sorolja fel. Ez a jelzés csupán a megfogalmazás eredetét és a szerzői jogokat jelzi, nem szolgál a cikkben szereplő információk forrásmegjelöléseként.